# Потанін Дмитро Миколайович
Дмитро Миколайович Потанін (7 листопада 1907, Владимирська губернія, тепер Ковровського району Владимирської області, Російська Федерація — ?) — український радянський діяч, 1-й секретар Краматорського міськкому КП(б) України Сталінської (Донецької) області. Депутат Верховної Ради СРСР 2-го скликання.

## Життєпис
Член ВКП(б) з 1928 року.
З лютого 1930 року служив у Червоній армії.
Потім перебував на відповідальній партійній роботі.
У листопаді 1941—1944 роках — в Червоній армії, учасник німецько-радянської війни. Воював на Південному, Північно-Кавказькому та Воронезькому фронтах. З липня 1943 року служив інспектором політичного відділу 4-ї гвардійської армії 2-го Українського фронту. 
На 1944 — серпень 1946 року — 1-й секретар Краматорського міського комітету КП(б)У Сталінської (Донецької) області.
У вересні 1947 року рекомендований Політбюро ЦК КП(б)У на посаду 2-го секретаря Сталінського обласного комітету КП(б)У, але кандидатуру відхилили в ЦК ВКП(б).
На 1967 рік — 1-й заступник міністра промисловості і будівельних матеріалів Російської РФСР.

## Звання
- гвардії майор

## Нагороди
- орден Трудового Червоного Прапора (1958)
- орден Червоної Зірки (30.12.1943)
- медаль «За перемогу над Німеччиною у Великій Вітчизняній війні 1941—1945 рр.»
- медалі